# Hope Sandoval
Hope Sandoval (Los Angeles, 24 juni 1966) is een Amerikaanse zangeres vooral bekend als vocaliste bij de groep Mazzy Star.
Sandoval speelt tevens harmonica en neemt de liedjesteksten voor haar rekening.
Ze groeide op in Los Angeles met haar Rooms-katholieke Mexicaans-Amerikaanse familie.
Eerst vormde ze in 1986 met Sylvia Gomez het folkduo Going Home. Later kwam ze bij de alternative/dreampop band Mazzy Star door haar toenmalige vriendin Kendra Smith die er bassiste was. Mazzy Star produceerde tot nu toe vier albums. Ondertussen maakte Sandoval met haar begeleidingsgroep The Warm Inventions ook drie soloalbums:
- Bavarian fruit bread (Rough Trade, 2001)
- Through the devil softly (Network, 2009)
- Until the hunter (Tendril Tales, 2016)

Sandoval werkte eveneens met tal van artiesten muzikaal samen, onder andere Air, Bert Jansch, Death in Vegas, Le Volume Courbe, Richard X, The Chemical Brothers, The Jesus and Mary Chain, Twilight Singers, Vetiver en Massive Attack.

## Discografie

### Albums
| Jaar | Titel                     | Label         |
| ---- | ------------------------- | ------------- |
| 2000 | At the Doorway Again (ep) | Rough Trade   |
| 2001 | Bavarian Fruit Bread      | Rough Trade   |
| 2002 | Suzanne EP (ep)           | Sanctuary     |
| 2009 | Through the Devil Softly  | Nettwerk      |
| 2016 | Until the Hunter          | Tendril Tales |
| 2017 | Son of a Lady (ep)        | Tendril Tales |

### Gastvocaliste op volgende nummers
- Stoned & Dethroned (1993) - The Jesus and Mary Chain
- Munki (1998) - The Jesus and Mary Chain
- Surrender (1999) - The Chemical Brothers
- Scorpio Rising (2002) - Death in Vegas
- All This Remains (2002) - Bert Jansch
- Cherry Blossom Girl (2004) - Air
- Angels' Share (2004) - Vetiver
- Paradise Circus (2010) - Massive Attack
- Not At All (2013; from Watergrasshill[1])
- The Spoils (2016) - Massive Attack

- Gemeinsame Normdatei: 13485263X
- International Standard Name Identifier: 0000 0000 5767 3258
- Library of Congress Control Number: nr2003038411
- MusicBrainz: bc1cc75d-ab68-41b2-a135-3b62f41ea266
- Virtual International Authority File: 23149106236268491941